# ستيفن كوك (لاعب كريكت)
ستيفن كوك (29 نوفمبر 1982 في جنوب أفريقيا - ) (بالإنجليزية: Stephen Cook)‏ هو لاعب كريكت جنوب أفريقي. شارك مع منتخب جنوب أفريقيا الوطني للكريكت. أما مع النوادي، فقد لعب مع نادي مقاطعة دورهام للكريكت ‏ وGauteng (cricket team) ‏ وImperial Lions ‏ وNorth West (cricket team) ‏.

## وصلات خارجية
- ستيفن كوك على موقع إي آس بي آن كريك إنفو (الإنجليزية)